# 金岡村 (秋田県)
金岡村（かなおかむら）は、秋田県山本郡にあった村。現在の三種町の北端、奥羽本線北金岡駅周辺にあたる。

## 歴史
- 1889年（明治22年）4月1日 - 町村制の施行により、豊岡金田村、外岡村、志戸橋村の区域をもって発足。
- 1955年（昭和30年）4月1日 - 森岳村・下岩川村と合併して山本村が発足。同日金岡村廃止。

## 交通

### 鉄道路線
- 日本国有鉄道
  - 奥羽本線
    - 北金岡駅

## 著名出身者
- 信太儀右衛門 (政治家)